# Andrzej Pluta
Andrzej Pluta (Ruda Śląska, 26 aprile 1974) è un ex cestista e allenatore di pallacanestro polacco.

## Carriera
Occupava il ruolo di playmaker (è alto 182 centimetri). Ha vinto due volte il campionato polacco: nel 2003 con l'Anwil Włocławek e nel 2004 con il Prokom Trefl Sopot.
Ha giocato nella nazionale polacca agli Europei 2007.

## Palmarès
- Coppa di Polonia: 1

Anwil Włocławek: 2007
- Supercoppa polacca: 1

Anwil Włocławek: 2007